# Lord Invader
 (février 2014).
Si vous disposez d'ouvrages ou d'articles de référence ou si vous connaissez des sites web de qualité traitant du thème abordé ici, merci de compléter l'article en donnant les références utiles à sa vérifiabilité et en les liant à la section « Notes et références ».
Rupert Grant, plus connu sous le nom de Lord Invader, fut l'une des grandes voix du calypso. Il est né à Port of Spain, Trinité-et-Tobago le 13 décembre 1914 et mourut à New York le 15 octobre 1961.
Il devient actif dans le calypso au milieu des années 1930. C'est son tailleur qui lui donna son surnom, il lui aurait un jour dit « Je te le dis, Rupert, tu devrais te faire appeler Lord Invader comme ça lorsque tu viens dans une ville tu envahis la capitale. » Ainsi avec ce nouveau nom de scène, en 1937, il vient dans la capitale, Port of Spain, où il commença sa carrière sérieusement.  
Il participe à beaucoup de compétitions de Calypso (parmi lesquelles la toute première Calypso King competition) et enregistre pour RCA Bluebird. Attiré par Decca Records, il se rend à New York en 1941 avec d'autre musiciens de Calypso comme Roaring Lion (en) ou Attila the Hun pour faire un enregistrement et promouvoir le calypso.

## Procès
Parmi les nombreux morceaux qu'il a écrit, sa chanson la plus célèbre reste Rum and Coca-Cola qui fut malheureusement plagiée par Morey Amsterdam devenant un hit des Andrews Sisters. Invader voyagea jusqu'à New York une nouvelle fois pour intenter un procès, au terme duquel Morey Amsterdam conserva les droits d'auteurs et de publication (pour avoir modifié la chanson), mais Grant reçut des royalties.    
Ironie du sort, au début des années 1940, les stations de radio aux USA refusèrent de jouer la version de Lord Invader sur la base qu'elle employait le nom protégé sous droit d'auteur de Coca-Cola, et que la chanson faisait référence à la prostitution et l'alcool. Il dut rester à New York quelques années à cause de la longue procédure judiciaire. Durant sa présence à New York, il devint un personnage incontournable du calypso et enregistra beaucoup de morceaux pour Moses Asch. Il finit par gagner son procès mais dû attendre sept ans pour percevoir son chèque. 
Il retourna à Trinidad entre-temps. Il y ouvrit un club de Calypso où il enregistra beaucoup de morceaux originaux.